# Efectes digitals
Els efectes digitals o visuals coneguts comunament com a DFX (Digital Effects) o VFX (Visual Effects) són aquells efectes que es generen per ordinador durant la postproducció d'una pel·lícula i que s'afegeixen al material ja rodat, a diferencia dels efectes especials, que es generen de forma manual. La principal diferencia entre els DFX i els FX és que els primers estan generats per ordinador mentre que els segons es realitzen durant el rodatge i sense necessitats de tècniques de postproducció, alguns exemples de FX serien els tiroteigs o petites explosions.

## Ús dels efectes digitals
l'ús del DFX ha d'estar programat en el guió tècnic. En ser elements inclosos un cop ha finalitzat el rodatge del film és necessari tenir en compte en quins moments i de quina manera es volen incloure aquests efectes. Tot i que faciliten la creació de pel·lícules fantàstiques, d'acció o simplement totes aquelles que necessitin crear mons irreals o escenes espectaculars entre d'altres motius, s'ha de tenir en compte que el cost d'aquests efectes pot arribar a ser molt més elevat que els propis efectes especials manuals, ja que requereixen grans equips i infraestructures tecnològiques sumat a un gran pressupost.
Malgrat la complexitat, el cost i els mitjans necessaris per a poder crear-los, els DFX tenen una serie d'avantatges que els fan un recurs gairebé indispensable a l'hora de crear els llargmetratges i en conseqüència quasi totes les pel·lícules actuals mesclen tant els FX com els DFX.
Alguns avantatges dels DFX davant els FX són:
- Creació d'ambients, escenaris, paisatges, etc., realistes els quals serien molt costosos a nivell d'efectes especials, no es podrien rodar o serien massa perillosos.
- Creació d'escenes d'acció on és necessari molt de material o simular explosions que serien gairebé impossibles o perilloses per a ser realitzades manualment.
- Creació de personatges fantàstics sense necessitat d'attrezzo o maquillatge.
- Multiplicar els personatges que apareixen en una escena sense necessitat de contractar més figurants.
- Simular paisatges o localitzacions sense necessitat de mobilitzar-se.

I així una llarga llista la qual demostra la utilitat i facilitat que aporten els DFX en el món audiovisual. Tot i això, no totes les productores disposen de pressupostos elevats que els permetin fer un ús massiu dels mateixos, ja que aquests efectes es caracteritzen per aparèixer en films de grans pressupostos com per exemple: 
- Avatar (2009)
- El señor de los anillos: el retorno del rey (2003)
- Origen (2010)
- Interstellar (2014)
- Star Wars: el despertar de la fuerza (2015)[2]

Avui dia existeixen software de creació CGI (Computer Generated Image) que permeten crear aquests efectes sense necessitat de fer grans despeses: 
- Maya: software d'animació per ordinador[3]
- 3Ds Max: software de modelació, animació i renderització[4]
- Flame: software d'efectes visuals[5]

Els CGI o coneguts com a imatge creada per ordinador, consisteixen en aplicar gràfics realitzats per ordinador amb l'objectiu de generar imatges, videojocs, simulacions o efectes digitals tant per a la televisió com per al cinema. Tot i estar dissenyats per a realitzar gràfics 3D també poden funcionar en 2D, generar tan escenes estàtiques com dinàmiques i els mons virtuals, motiu pel qual és un dels recursos més utilitzats en el context digital del cinema.

## Història[6]
Els orígens dels efectes digitals es remunta a la dècada dels anys 60 amb la creació dels primers grafismes, imatges i dibuixos per ordinador a partir de traçadors gràfics. El primer ordinador que permetia el disseny gràfic, el qual funcionava a través d'un tub de raigs catòdics, va ser el creat per l'Massachusetts Institute of Technology sota el nom de Whirlwind el qual permetia dibuixar punts i línies d'un únic color. Tot i la seva innovació s'espatllava amb facilitat a causa de la calor que desprenia que fonia els seus components.
A principis de la dècada de 1960 60 va a arribar el primer lloc d'ordinador anomenat Spacewar! creat per diversos estudiants de MIT. Posteriorment va arribar l'Sketchpad (1963), creat per la mateixa institució, un sistema que permetia dibuixar damunt de la pantalla mitjançant un llapis lluminós i posteriorment editar les imatges obtingudes amb el teclat. Va suposar tal avenç tecnològic en l'àmbit dels gràfics per ordinador que una dècada més tard, a la dècada de 1970, un sistema similar es va utilitzar per dissenyar les carrosseries dels cotxes.
Al mateix any, al 1963, va sorgir el que es considera primera animació creada íntegrament per ordinador a través de vectors i amb una unitat central anomenada IBM 7090, rebia el nom de Simulation of a Two-air Gravity Attitude creat per I. Zajac. El vídeo mostrava com es podia canviar l'orientació d'un satèl·lit el qual orbitava al voltant de la Terra. Aquesta va ser la primera temàtica dels vídeos d'animació per ordinador, simulacions visuals d'idees científiques i tècniques. Més tard autors com Ken Knowlton, Michael Noll i Frank Sindon es van incorporar al món dels gràfics per ordinador. Va ser en aquest moment quan les principals empreses i corporacions com General Electric, Lockheed Corporation, Sperry Corporation o TRW van prendre interès pels gràfics realitzats per ordinador i fins i tot l'empresa IBM va crear el primer ordinador a nivell comercial.
La dècada de 1970 va suposar un desenvolupament de l'animació 3D per ordinador tant que va contribuir a la popularització d'aquests gràfics en forma de videojocs. Programadors informàtics, conjuntament amb artistes, van desenvolupar processadors de manipulació de la imatge electrònica com el sintetitzador Paik-Abe de Nam June Paik el qual va permetre la síntesi entre el vídeo i l'ordinador. Va ser en aquesta mateixa època a Europa quan, tant dissenyadors gràfics com cineastes, es van interessar per aquesta tècnica tan que, a partir de programes com Picasso, Scanimate o CAL Videographics, van poder focalitzar-se en el disseny i moviment dels objectes així com en la integració de les imatges generades per ordinador amb altres mitjans.
Les primeres produccions comercials van arribar de la mà de l'empresa Denver’s Computer Image Corporation amb el seu programa Scanimate el qual seria l'antecessor del Caesar, capaç de produir animacions en 2D així com animació de personatges o gràfics i efectes especials per anuncis publicitaris de televisió i cinema. Aquests programes funcionaven a partir d'imatges en blanc i negre d'il·lustracions escanejades en l'ordinador, mitjançant videocàmeres modificades, les quals posteriorment es podien manipular, modificar i acolorir. En aquesta època dins del camp dels gràfics en 3D generats per ordinador va destacar la Universitat de Utah on el seu alumne Henri Gouraud va crear el mètode ombrejat interpolatori. On a diferència de l'ombrejat constant o pla (el qual funcionava a través del càlcul de l'orientació dels polígons respecte a les fonts lluminoses i el càlcul del color el qual feia que els objectes semblessin sòlids però poc realistes) el càlcul del color es realitzava als vèrtex del polígon i generava un augment de qualitat molt gran. Malgrat això, dos anys abans al 1972, es va crear la divisió de software Synthavision a càrrec de la Mathematical Applications Group. Aquests programes eren revolucionaris i permetien combinar formes simples amb esferes, cilindres o poliedres a través d'operacions de geometria combinatòria com unió, intersecció i diferència fet que permetia modelar objectes complexos. l'any 1974 Martin Newell, alumne de la University of Utah, va construir una tetera en 3D la qual va tenir molta repercussió i encara avui dia ha servit com a model de referència per a la investigació dels gràfics en tres dimensions generats per ordinador.
l'any 1976, James F. Blinn va desenvolupar el mètode de simulació de reflexions anomenat environment mapping el qual consistia en situar una càmera en el centre de l'objecte reflectiu i fer sis imatges: una cap amunt, una cap avall, cap a l'esquerra, cap a la dreta, cap a davant i cap enrere. Amb aquestes sis fotografies es generava una textura que, un cop enganxada sobre l'objecte, donava la sensació de reflectir tot el que tenia al seu voltant. Va ser en aquesta època quan moltes empreses com Digital Effects, MAGI o Information International Inc., es van interessar en la producció 3D per ordinador a nivell comercial operant amb software creat per elles mateixes i hardware gràfic dissenyat per clients.
A la dècada de 1980 van sorgir dues tendències d'investigació i desenvolupament en l'àmbit digital: la manipulació digital d'imatges i la síntesi digital d'imatges. Pel que fa a la manipulació d'imatge, l'ordinador s'usa per modificar imatges la producció de les quals no ha estat partícip. Té dues vessants: processament d'imatges i tècniques de composició d'imatges. El processament d'imatges consisteix a emmagatzemar digitalment materials visuals previs per tal de treballar sobre aquests o alterar-los de moltes formes diferents. La composició d'imatges poden estar produïdes expressament per ser combinades o no, tanmateix, es poden involucrar imatges en moviment on s'utilitzen tècniques digitals de moviment controlat per ordinador juntament amb tècniques de processament d'imatges per tal d'assegurar que la combinació de les imatges en el fotograma sigui imperceptible.
En l'actualitat, les tècniques de moviment controlat per ordinador s'utilitzen en molts mitjans en la fase de desenvolupament però sobretot ha sorgit un auge en la part de postproducció. El primer curtmetratge realitzat íntegrament per ordinador va ser Dilemma creat l'any 1981 per John Halas i produït per Computer Creations als EUA. En aquesta mateixa dècada, James H. Clark va dissenyar un xip de computadora, el Geometry Engine, capaç de processar imatges 3D en temps real i modelar els seus dissenys en un monitor. El 1982 es va crear el Silicon Graphics el qual incorporava un software per crear imatges 3D i es va centrar en crear ordinadors amb un alt rendiment gràfic que incorporaven processadors d'alta velocitat.
En paral·lel a aquestes invencions, al món dels videojocs i cinema, arribava Lucasfilm, Ltd. de George Lucas el qual va signar amb Atari la creació d'un videojoc, primera invenció que es realitzava entre un estudi de cinema i una empresa de viojocs. A partir d'aquí van planejar crear un altre videojoc a partir de la pel·lícula d'Steven Spielberg, Raiders of the Lost Ark (1981) així com jocs d'arcade i software per ordinadors. Avui dia el departament de videojocs de Lucasfilm, Ltd rep el nom de LucasArts. Lucasfilm, Ltd va crear una divisió encarregada dels efectes especials dels films anomenada Industrial, Light and Magic (ILM) la qual posteriorment se separaria i arribaria Pixar (1986) on es dedicarien a estudiar el potencial dels gràfics generats per ordinador. Pixar l'any 1988, va desenvolupar el RenderMan el qual consistia en un conjunt d'eines de renderitzar que inclou un llenguatge d'ombrejat (shading language) i un renderitzador. Aquesta eina descriu tot el que l'ordinador necessita saber abans de fer la renderització de l'escena en tres dimensions: els objectes, les càmeres, els efectes atmosfèrics, les fonts de llum, etc. Les escenes convertides en arxius RenderMan poden ser renderitzades en qualsevol sistema sigui PC o Mac.
En aquesta època la investigació es basava principalment en refinar les tècniques de modelat i d'ombres heretades dels anys 70. Un exemple d'aquesta investigació és la radiositat o radiosity, mètode que calcula tant la il·luminació directa com reflectida que els arriba als objectes aconseguint així un grau de realisme espectacular però a costos molt elevats. Tot i els seus costos poden veure l'ús d'aquest mètode en el film Shreck 2 (2004). A mitjans de la dècada dels 80 els algoritmes per a la creació d'imatges per ordinador ja estaven inventats completament però a causa que el seu ús no estava estès i el seu cost de producció era molt elevat va ser el motiu pel qual els estudis cinematogràfics encara no confiaven en els efectes generats per ordinador.
Els anys 80 destaquen pels seus llargmetratges com Tron (1982) d'Steven Lisberger, Star Trek II: The Wrath of Khan (1982) de Nicholas Meyer, The Last Starfighter (1985) de Nick Castle, The Young Sherlock Holmes (1986) de Barry Levinson, Willow (1988) de Ron Howard i The_Abyss (1989) de James Cameron, els quals encara avui dia són considerats peces clau en la història del cinema digital, ja que van ser film pioners.
A la dècada dels 90 va arribar el Video Toaster creat per la companyia NewTek. El Video Toaster oferia eines essencials per a la producció de vídeos d'alta qualitat com: efectes digitals de vídeo a temps real, generador de caràcters, digitalització d'imatges en temps real, sistema de videopintura, gràfics 3D i animació així com la possibilitat de mantenir dues imatges de 24 bits cadascuna en pantalla, la barreja de senyals per a l'entrada del luma key i el chroma key i processament del color en temps real.
Al 1992 l'Acadèmia dels Oscar nord-americana va guardonar a sis tècnics desenvolupadors del departament d'animació de The Walt Disney Company i a tres desenvolupadors de Pixar amb un premi científic i tècnic pel seu treball sobre Computer Animation Production System (CAPS), sistema d'animació 2D que simplifica i automatitza aspectes complexos de la postproducció d'animacions de dibuixos animats. Al 1993, IBM, el director i productor James Cameron, l'expert en efectes especials Stan Winston i l'ex director d'efectes visuals d'ILM Scott Ross van unir-se per crear un nou estudi dedicat als efectes visuals i producció digital Digital Domain. ILM per la seva banda va crear Joint Environment for Digital Imaging (JEDI) amb l'ajut de SGI creant així el software més potent de SGI. Durant aquesta època, a causa de l'increment dels films amb efectes visuals, d'animació així com de sèries de televisió i videojocs, els animadors en 3D i els artistes digitals van tenir gran demanda. La producció d'animació i d'efectes digitals per ordinador estava dominada per certes companyies ja líders en el mercat deu anys abans.
L'any 1995 va arribar el primer llargmetratge d'animació fet íntegrament per ordinador: Toy Story de John Lasseter amb Pixar Animation Studios i The Walt Disney Company. Va ser un èxit de taquilla i públic. Va ser a partir d'aquesta pel·lícula quan el públic de cinema es va assabentar que el cinema d'animació per ordinador podia ser un gran competidor del tradicional cinema de dibuix bidimensional.
En aquesta dècada la tècnica de renderització basada en la imatge, la qual va ser refinada i millorada per la University of California, va facilitar el procés de reconstrucció d'entorns tridimensionals fonamentats en referències fotogràfiques de localitzacions. Durant aquest període la simulació de l'aigua, gasos i materials de naturalesa fràgil i trencadissa van guanyar importància. Amb l'arribada del segle XXI és difícil parlar d'innovacions, ja que aquestes són nombroses i cada any apareixen de noves tant al món de la informàtica com a l'audiovisual. Tot i això, el cinema digital en format HD High Definition continua el seu creixement amb films com Star Wars episodi II: L'atac dels clons (2002) de George Lucas. Avui dia la producció de films de caràcter digital és tan nombrosa que la indústria ha passat per moments d'alt i baixos que van provocar el tancament del grup d'efectes visuals de la companyia The Walt Disney Company així com la divisió d'animació i efectes visuals de R/Greenberg Associates.
Films on destaquen els efectes visuals són: 
- Pearl Harbor (2001) de Michael Bay
- Trilogia de The Lord of the Rings (2001, 2002 i 2003) de Peter Jackson
- Trilogia sobre Spider-Man (2002, 2004 i 2007) de Sam Raimi
- Terminator 3 (2003) de Jonathan Mostow
- Els dos films sobre The Hulk (The Hulk, 2003, d'Ang Lee, i The Incredible Hulk, 2008, de Louis Leterrier)
- La segona i tercera part de The Matrix (ambdues de 2003) dels germanes Wachowski
- Trilogia de Pirates of the Caribbean (2003, 2006 i 2007) de Gore Verbinski
- King Kong (2005) de Peter Jackson
- Sin City (2005) de Frank Miller i Robert Rodriguez
- 300 (2007) de Zack_Snyder.

Augmenta l'ús dels efectes visuals en anuncis publicitaris i videoclips.
Gràcies als efectes visuals o digitals el format DVD es popularitza tant que a la producció dels films es té en compte aquest format a l'hora d'oferir les versions completes o alternatives de les pel·lícules deixant així en segon pla el format VHS (Video Home System). Tot i que al 2007 arriba el format Blue-ray que es popularitza per la seva capacitat d'emmagatzemar dades.
Aquesta època es caracteritza pel fet que el món del cinema està cada cop més assequible a l'usuari el qual pot editar els seus vídeos amb programes d'edició com Adobe Premier, Avid o Final Cut; tothom pot introduir efectes digitals i visuals amb programes com Combustion o Shake i fins i tot avui dia tothom pot crear personatges animats en 3D amb programes com Maya o 3D Studio MAX, això és degut a la popularització i democratització de la tecnologia la qual cada cop més està present a la nostra vida i al nostre abast.

## Tipologia[8]

### Chroma Key
El Chroma Key o Croma és una tècnica audiovisual emprada tant al cinema, la televisió i la fotografia la qual consisteix en la substitució d'un fons generalment de color verd, tot i que pot ser blau, per un fons digital creat per ordinador el qual pot ser tant una imatge com un vídeo.
s'utilitza quan és massa costos o laboriós el procés de rodatge del personatge en l'escenari desitjat i és creen escenaris digitals on, per tal que la tècnica funcioni correctament, és necessari que el personatge vesteixi de colors diferents al del fons, preferiblement colors que contrastin.
El color verd és el més utilitzat, ja que dona una sèrie d'avantatges davant del croma blau: 
- Els sensor de les videocàmeres digitals són més sensibles
- El canal verd de la càmera conté menys soroll

Normalment es relaciona amb films de ciència-ficció i la creació de mons fantàstics o planetes llunyans però actualment moltes sèries de televisió utilitzen aquesta tècnica.
Exemples:
- Capa d'invisibilitat de Harry Potter
- Sèrie The Walking Dead
- The Hobbit
- Star Wars
- 300

### Morphing
El morphing, paraula que prové del grec μορφή morfé=forma, és un efecte especial realitzat per ordinador el qual consisteix en la transformació de la imatge d'un objecte o subjecte real en un altre imatge d'un altre objecte o subjecte real a través d'una transició.
s'utilitza per a crear la il·lusió de transformació semblant a la metamorfosis crear una escena fantàstica o surrealista.
El procés de morphing consisteix en filmar o fotografiar els dos elements per separat els quals formaran part de la transformació: l'element o objecte origen i l'element o objecte final. Un cop fotografiats l'ordinador, a través d'un programa de tractament d'imatges, digitalitza ambdós elements i busca punts comuns entre l'element origen i final generant així l'element resultant de la transformació.
Un dels exemples més famosos el trobem al personatge de T-100 de Terminator 2 el qual canvia d'una textura de metall líquid a una imatge humana.
Exemple: 
- Videoclip Michael Jackson “Black & White”

### Wire removal
El wire removal o rotoscòpia digital és un efecte que agrupa tècniques digital de supressió i reconstrucció d'elements d'un film els quals el croma no ha pogut eliminar com per exemple els cables que subjecten als actors, micròfons, etc. La tècnica consisteix en utilitzar màscares de capa amb l'objectiu d'eliminar aquelles zones de la imatge no desitjades així com eines de reconstrucció de la imatge per tal d'esborrar i redissenyar els elements. Programes especialitzats en el wire removal són: Matador, Commotion, Furnace o Mokey.
Un dels films més famosos i característics per l'ús d'aquesta tècnica és la trilogia Matrix on els actors es penjaven de cables per tal de simular els salts i vols tant espectaculars i impossibles.

### EtalonatgeiColor grading
l'etalonatge o color grading és el procés de correcció de color digital el qual permet canviar i realçar el color d'un film amb l'objectiu d'ajustar-lo a la fotografia final. l'etalonatge consisteix en ajustar la intensitat de la llum i del color per formar una única peça audiovisual compacta i homogènia a nivell de color i així poder aconseguir la funció narrativa del film (dramàtica, alegre, trista...).
Tanmateix, s'utilitzen programes de correcció de color específics i precisos que permet modificar aspectes aparentment insignificants com serien els detalls d'una escena garantint la qualitat del resultat final.

Exemple de compositing

### Compositing
La composició digital o compositing és una tècnica utilitzada durant la postproducció d'efectes visuals i digitals i consisteix en la combinació de diverses imatges estàtiques o en moviment les quals provenen de diferents orígens amb l'objectiu de crear una de nova on sembli que tots els elements formen part d'una mateixa escena. És a dir, consisteix en generar una imatge final a partir de la combinació de diverses imatges independents.
Exemple:
- Batman Begins

### Matte painting
El matte painting és una tècnica semblant al compositing però en aquesta el fons és una pintura d'un paisatge o localització la qual permet als cineastes crear la il·lusió d'un ambient que seria massa car o impossible de construir o visitar. És a dir, es la combinació d'imatges digitals i físiques (pintura) integrades en una mateixa escena on en primer pla trobaríem els actors i els objectes físics i en segon pla un paisatge espectacular o impossible de filmar com per exemple l'espai.

### Motion capture
La Motion_capture o captura de moviment és una tècnica que serveix per gravar i emmagatzemar els moviments dels actors o animals i posteriorment traslladar aquests moviments a un model digital de personatge en 3D el qual serà animat.
Es basa en la tècnica de la fotogrametria i es característica de les pel·lícules de fantasia o ciència-ficció on trobem personatges espectaculars que a la vida real no existeixen.
l'actor al qual se li han d'emmagatzemar els moviments, a través del sistema VICOM (tot i que existeixen un munt més), ha de portar un vestit amb esferes reflectores en un escenari amb un mínim de 16 càmeres de llum infraroja les quals capturen els moviments tan del cos com de la cara.
Exemples de motion capture els trobem en personatges com:
- Davy Jones, Piratas del Caribe: el cofre del hombre muerto

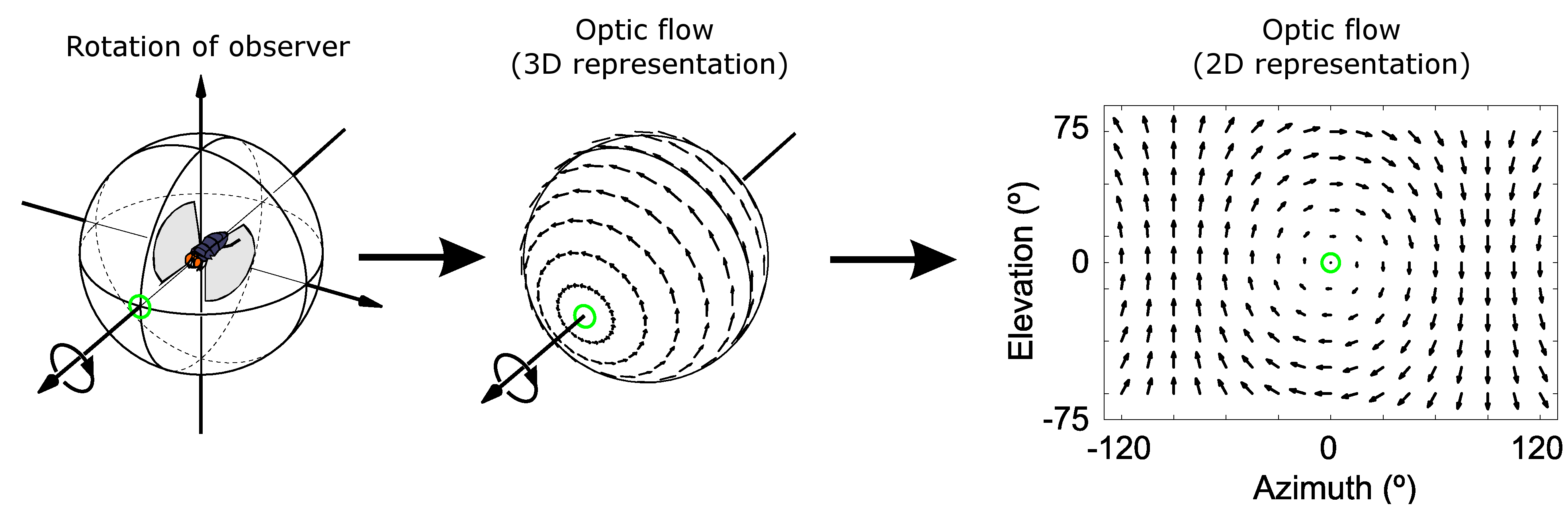
Flux òptic

- Els personatges d'Avatar.

### Optical Flow
L'optical flow o fluxe òptic és una tècnica que calcula la direcció i el moviment d'objectes o persones d'una seqüència generant una sèrie de vectors per a tots els píxels de la imatge en funció del fotograma anterior i el posterior, es pot realitzar un processament de la imatge en el qual poder trobar formes i objectes en l'escena del film.
Un exemple bàsic és una seqüència on apareix un cotxe en moviment, un cop realitzats els càlculs i coneixent com es mou el cotxe es pot reemplaçar el fons o fins i tot el cotxe sencer sense preocupació de l'angle de la càmera i si aquesta està en moviment o no. Tanmateix, a l'ordinador es poden produir mapes de profunditat que mostren allò proper i allò llunyà per poder inserir elements entre els fons i l'objecte més proper els quals no són a l'escena original.